# Xã Leonidas, Michigan
Xã Leonidas (tiếng Anh: Leonidas Township) là một xã thuộc quận St. Joseph, tiểu bang Michigan, Hoa Kỳ. Năm 2010, dân số của xã này là 1.185 người.